# Flaz
Der Flaz (rätoromanisch im Idiom Puter il Flazⓘ, seltener rätoromanisch Ova dal Flazⓘ = Flazbach) ist ein Fluss im Oberengadin zwischen Pontresina und Samedan. Er beginnt dem Namen nach unterhalb von Pontresina beim Zusammenfluss von Berninabach (Ova da Bernina) und Rosegbach (Ova da Roseg) und mündet bei Samedan in den Inn. 

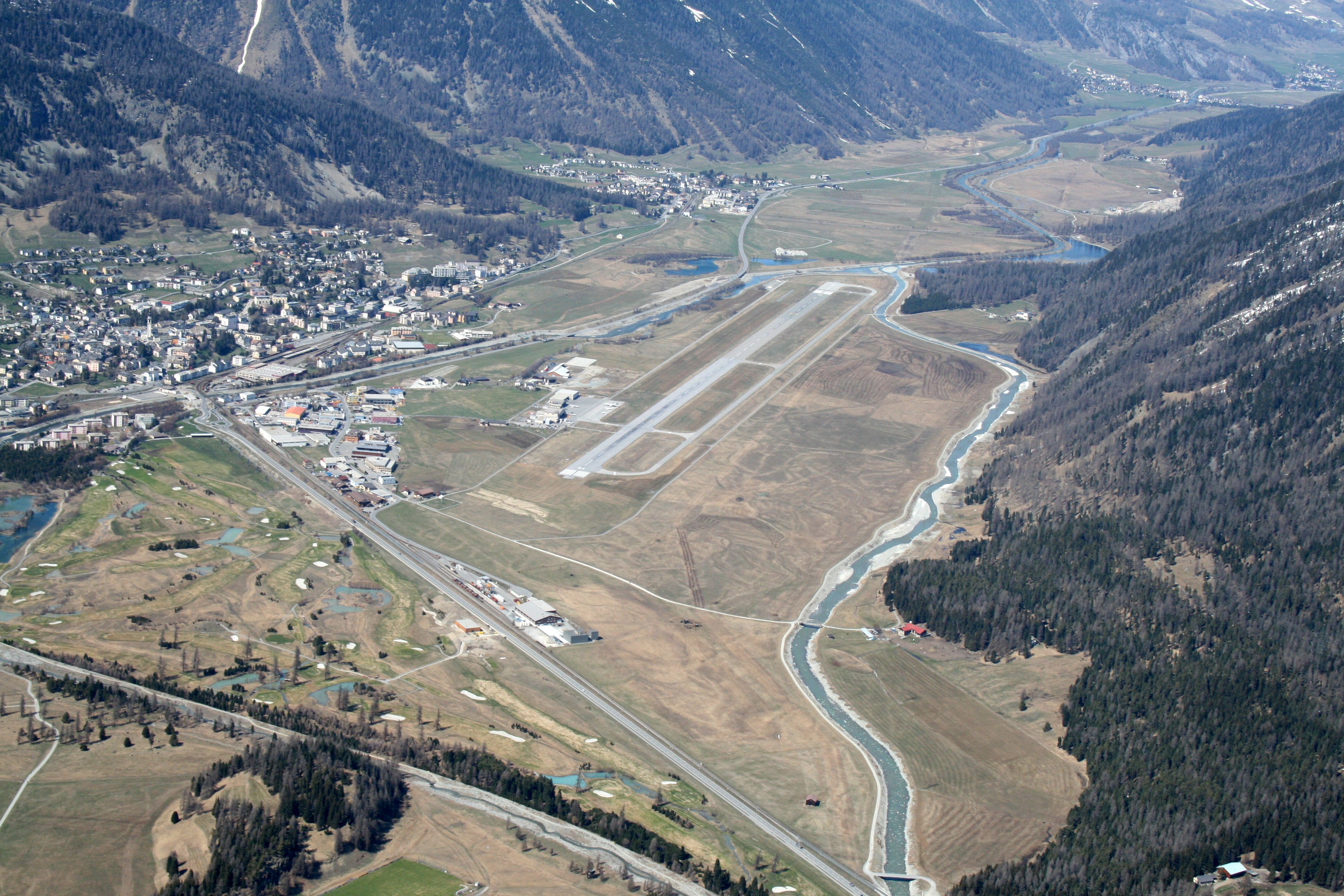
Der Flaz (rechts) im neuen Flussbett vor der Mündung in den Inn (hinten), vorne links das alte Flussbett durch Samedan

An der Einmündung übersteigt die Wasserführung des Flaz die des Inn (7,9 m³/s gegenüber 6,8 m³/s), so dass er hydrologisch den Hauptfluss des Inn-Systems darstellt und sogar – angesichts der gegenüber der Donau im Mittel etwas höheren Wasserführung des Inn – denjenigen des Donau-Systems.
Das Flusssystem des Flaz ist durch das Fehlen eines dominierenden Hauptfliessweges gekennzeichnet. Ist beim Zusammenfluss mit dem Rosegbach der Berninabach noch gut als der grössere Bach erkennbar (Einzugsgebiet Roseg: 67 km², Einzugsgebiet Bernina: 110,5 km², bei allerdings etwas höherem Gebietsabfluss im Val Roseg), so ist dies bei der Mündung der 5,8 Flusskilometer oberhalb liegenden Mündung der Ova da Morteratsch (mit dem grössten Gletscher des Inn-Gebietes) kaum der Fall. Hier ist im Sommer wegen der Gletscherschmelzwässer die Ova da Morteratsch grösser, ansonsten die Ova da Bernina, deren Einzugsgebiet etwa 20 % grösser ist.
Wenig oberhalb mündet aus dem Val da Fain ein weiterer nahezu ebenbürtiger Nebenbach. Die beiden längsten Quelläste des Berninabaches entspringen den Gletschern am Nordhang des Piz d' Arlas im Osten des Bernina-Hauptkammes. Eine spätwürmeiszeitliche Seitenmoräne dieser Gletscher hat auch das obere Berninatal abgedämmt und den schliesslich zum Puschlav abfliessenden Lago Bianco gebildet. Entgegen dem allgemeinen Talgefälle gehört der See also nicht zum Flussgebiet des Flaz, auch nicht vor dem Bau des Staudammes. Der Wirkung eiszeitlicher Gletscher ist es auch zu verdanken, dass kein visuell eindeutiges Haupttal entstand. Ova da Morteratsch und Ova da Roseg bilden die dominierenden Tallinien aus, wogegen der Berninabach zu ihnen jeweils in Talstufen hinabstürzt: bei der RhB-Station Morteratsch mit Wasserfällen, bei Pontresina in einer Klamm.
Im Jahre 2004 wurde der Flaz aus Hochwasserschutzgründen aus dem Ort Samedan heraus in ein neues Bett auf der Ostseite des Flugplatzes Samedan verlegt. Der Flusslauf ist seitdem zwei Kilometer länger. Das alte Flussbett Flaz vegl im Westen des Golfplatzes ist nach der Renaturierung zu einem harmlosen Bach geworden. Durch die nun weiter talabwärts liegende Mündung ist die Dominanz des Flaz gegenüber dem Inn geringer geworden, dessen Einzugsgebiet nunmehr knapp 1 % grösser ist (Vor der Mündungsverlegung führte der Flaz 7,63 und der Inn 6,18 m³/s). Die dennoch grössere Wasserführung des Flaz resultiert aus dem im Jahresmittel deutlich höheren Gebietsabfluss in seinem Einzugsgebiet.